# Dammsjön (Töllsjö socken, Västergötland)
Dammsjön är en sjö i Bollebygds kommun i Västergötland och ingår i Rolfsåns huvudavrinningsområde. Sjön är 7 meter djup, har en yta på 0,126 kvadratkilometer och är belägen 224,1 meter över havet. Vid provfiske har abborre, braxen och mört fångats i sjön.

## Delavrinningsområde
Dammsjön ingår i det delavrinningsområde (641217-131228) som SMHI kallar för Inloppet i Töllsjön. Medelhöjden är 197 meter över havet och ytan är 53,88 kvadratkilometer. Det finns inga avrinningsområden uppströms utan avrinningsområdet är högsta punkten. Avrinningsområdets utflöde Rolfsån (Nolån) mynnar i havet. Avrinningsområdet består mestadels av skog (76 procent). Avrinningsområdet har 0,51 kvadratkilometer vattenytor vilket ger det en sjöprocent på 0,9 procent. Bebyggelsen i området täcker en yta av 0,88 kvadratkilometer eller 2 procent av avrinningsområdet.